# Mark Zborowski
Pour les articles homonymes, voir Zborowski.
Mark Zborowski, né le 27 janvier 1908 et mort le 30 avril 1990, est un anthropologue et un agent du NKVD (police politique soviétique), que les services secrets américains appelaient, dans le cadre du projet Venona, des noms de code « Tulipe » ou « Kant ». Dans la mouvance trotskiste, Zborowski utilisait et se faisait connaître sous le pseudonyme d’Etienne.

## Biographie
Il est le meilleur agent du NKVD infiltré au sein de la mouvance trotskiste française de 1933 à 1940 puis à New York pendant les années 1940. Il joue un rôle central dans la préparation et la mise en œuvre de l'assassinat de quatre personnes suspectées par les staliniens d'être des membres dirigeants de la Quatrième Internationale : Ignace Reiss (1937), Andrés Nin (1937), le fils de Trotsky Lev Sedov (1938), Walter Krivitsky (1941). Il travaillait alors, sous les ordres de Sergueï Spiegelglass, avec Nahum Eitingon, Nikolaï Skobline, Sergueï Efron et David Alfaro Siqueiros.
Il émigre aux États-Unis en 1941 après l'invasion de la France par la Wehrmacht et devient citoyen américain en 1947.
Il est notamment employé, grâce à l'aide notable de Margaret Mead, comme chercheur à l'université Harvard. En 1952, il publie Life is with People, ouvrage concernant la vie quotidienne des juifs dans les shtetls d'Europe de l'Est avant 1945. De 1951 à 1954, il est maître de conférences à l'université Cornell.